# Секретар великий литовський
Секретар великий литовський (пол. Sekretarz wielki litewski, лат. maior secretarius Ducatus Lithuaniae) — найвищий несенаторський центральний уряд Великого князівства Литовського. У ієрархії урядників литовського двору поступався лише надвірному литовському маршалкові.

## Історія
Вперше згадується 1407 року. Найімовірніше, спочатку так називали найбільш заслужених писарів.
Самостійний уряд був створений за короля Сигізмунда Августа як відповідник уряду секретаря великого коронного.
На Сеймі 1670 року була створена міністерська посада — секретар великий духовний, який не входив до апарату канцлера й займався спеціальними дорученнями. Посідати цей уряд могли лише католицькі священики.
Постійний світський уряд з відповідними функціями був створений на коронаційному сеймі 1764 року як секретар великий світський.

## Обов'язки
Його компетенції були близькими до компетенцій канцлера, якого секретар міг навіть заміщувати, однак без права підпису і запечатування державних листів. У надзвичайних випадках він міг їх засвідчити сигнетом канцлера.
Його головним обов'язком було керування секретною державною канцелярією. Він зачитував на Сеймі ухвали сенату, королівські листи. На коронаційному Сеймі він зачитував новому монарху pacta conventa. Секретар також засідав за посадою в суді асесорському.
Іноді секретарі виконували функції ревізорів, мірників, поборців, межових комісарів тощо. Деякі секретарі вели документацію Ради, чем пізніше займалися регенти.

## Деякі відомі секретарі великі литовські

### Секретарі великі духовні
- Антоній-Еразм Волович (1748—1755)

### Секретарі великі світські
- Йоахим Хрептович (1764—1773)
- Міхал Єжи Вандалін Мнішек (1778—1781)